# Fucking Åmål
Fucking Åmål – pełnometrażowy film szwedzkiego reżysera Lukasa Moodyssona z roku 1998. Film odbił się szerokim echem w Szwecji, zarabiając ponad 50 mln koron. Został także ciepło przyjęty przez krytyków, którzy uznali film za "autentyczny" i "czarujący"; został zgłoszony przez jury Guldbagge jako szwedzki kandydat do Oscara.

## Tytuł
Tytuł filmu jest mieszanką słów z dwóch różnych języków: angielskiego fuck, oznaczającego pieprzyć, i Åmål – nazwy szwedzkiej miejscowości, w której rozgrywa się akcja filmu. Pierwotnie tytuł miał brzmieć inaczej, jednak ostatecznie reżyser zdecydował się nazwać film właśnie tak (jedna z bohaterek kilkakrotnie wypowiada słowa fucking Åmål, od których wzięła się nazwa). W niektórych krajach zmieniono nazwę filmu, np. w Kanadzie i USA film nosi tytuł Show Me Love (pokaż mi miłość), w Czechach Láska je láska (miłość to miłość), w Niemczech Raus aus Åmål (wynocha z Åmål), w Hiszpanii Descubriendo el amor (odkrycie miłości), w Brazylii Amigas de colegio (szkolne przyjaciółki – nie da dokładnie odwzorować się polskiej wersji tego tytułu: słowo przyjaciółka użyte jest tutaj w znaczeniu dziewczyna, partnerka), w Turcji Sev beni, a w Peru – Amor rebelde.

## Popularność filmu
Film niespodziewanie okazał się wielkim sukcesem. Jednym z głównych tego czynników jest zapewne jego uniwersalizm, a także gra aktorska, reżyseria oraz scenariusz.
Władze Åmål nie były do końca przekonane, czy osadzenie akcji filmu o lesbijkach w ich mieście to dobry pomysł, jednak gdy film zdobył rozgłos i sławę, a ludzie dowiedzieli się, że gdzieś w Szwecji istnieje miasteczko Åmål, a co za tym idzie, zwiększyły się jego wpływy, przy wjeździe postawiono tablicę z napisem: Witajcie w fucking Åmål.
Reżyser został uhonorowany wieloma nagrodami – w Szwecji zdobył wszystkie cztery najważniejsze nagrody szwedzkiego przemysłu filmowego Guldbagge Awards 1999 – najlepszy film, reżyser, scenariusz oraz najlepsze aktorki (ex aequo – Alexandra Dahlström i Rebecka Liljeberg).
Film zdobywał także liczne wyróżnienia na europejskich festiwalach. Nagrody przyznawało mu nie tylko jury, ale i widzowie, m.in.: MFF Karlove Vary 1999 – nagroda publiczności i specjalna nagroda jury dla Lukasa Moodyssona; Norwegian International Film Festival 1999 – nagroda dla najlepszego filmu zagranicznego, ponadto film był nominowany do Europejskich Nagród Filmowych w kategorii najlepszy film roku 1999. Film zdobył także dwie nagrody w Berlinie (w tym nagrodę Teddy), triumfował również na Flanders International Film Festival.

## Opis fabuły
Film opowiada historię nieszczęśliwej miłości Agnes i jej o dwa lata młodszej koleżanki ze szkoły, Elin. Matka Agnes wydaje przyjęcie z okazji jej szesnastych urodzin, jednak przez przypadek zjawiają się na nim tylko Elin i jej siostra, Jessika. Wskutek głupiej młodzieńczej zabawy Elin całuje Agnes. To z pozoru błahe wydarzenie zapoczątkowuje lawinę wydarzeń. Po wielu moralnych i uczuciowych rozterkach oraz doświadczeniach głównych bohaterek, film kończy się jednak happy endem: obie dziewczyny uświadamiają sobie, że się kochają i wyznają sobie miłość i nie zamierzają kryć się ze swoją orientacją, nawet za cenę napiętnowania – Elin bez ogródek od razu oświadcza całej szkole: Oto ja, a to moja dziewczyna. Przepraszam, teraz idziemy się pieprzyć.

## Obsada
- Rebecka Liljeberg – Agnes
- Alexandra Dahlström – Elin
- Erica Carlson – Jessika
- Mathias Rust – Johan
- Stefan Hörberg – Markus
- Axel Widegren – Oskar